# Don Reno

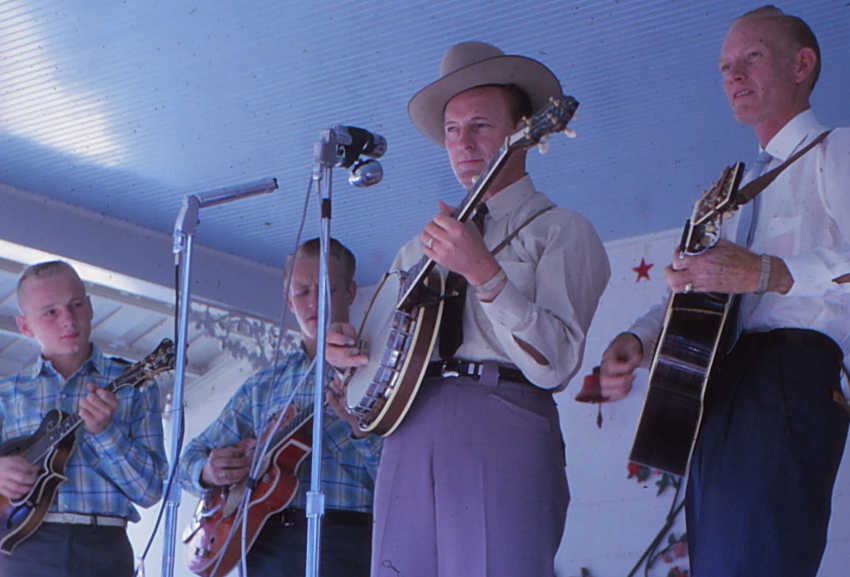
Reno (Dritter von Links) spielt mit Red Smiley (rechts) in Anderson (Indiana) in 1962.

Don Reno als Donald Wesley Reno (* 21. Februar 1927 in Spartanburg, South Carolina, USA; † 16. Oktober 1984 in Charlottesville, Virginia) war ein US-amerikanischer Bluegrass-Banjospieler und Gitarrist.

## Leben

### Kindheit und Jugend
Don Reno wuchs im ländlichen South Carolina auf. Mit fünf Jahren baute er sich sein erstes Banjo und spielte bereits als Jugendlicher mit den Morris Brothers und Arthur „Guitar Boogie“ Smith. Wenig später nahm er erste Platten mit Woody Guthrie auf, bevor er zwischen 1944 und 1946 in der US Navy diente.

### Karriere
Nach seiner Rückkehr aus dem Militärdienst arbeitete Reno vorerst als Frontmann einer lokalen Bluegrassband, bevor er in Bill Monroes Begleitband, den Bluegrass Boys, Earl Scruggs als Banjo-Spieler ersetzte. Wie auch Scruggs es schon vorher getan hatte, beeinflusste Reno den Bluegrass mit dem 3-Finger-Stil maßgeblich und trug zur Popularisierung dieser Spielweise bei.
1949 verließ Reno die Bluegrass Boys um Tommy Magness und seinen Tennessee Buddies beizutreten. In dieser Band lernte er seinen späteren langjährigen Partner Red Smiley kennen. Zusammen bildeten sie das Bluegrass-Duo Reno and Smiley, das bis 1964 eine der erfolgreichsten Bluegrass-Formationen blieb. Während seiner Partnerschaft mit Smiley gelangen Reno Hits wie I Know You're Married, Don't Let Your Sweet Love Die oder I'm Using My Bible for a Road Map. Reno und Smiley wurden gleichzeitig beliebte Musiker in dem populären Old Dominion Barn Dance und moderierten ihre eigene Fernsehsendung.
Nachdem Smiley 1964 wegen Diabetes seine Tourneen stark eingeschränkt hatte, begann Reno 1966 mit dem Multiinstrumentalisten Bill Harrell eine neue musikalische Partnerschaft, die die nächsten zehn Jahre hielt. Mit Fiddler Benny Martin erlangte Reno später einen weiteren Charthit mit Soldier's Prayer in Vietnam.
In den 1970er-Jahren spielte Reno mit Bill Harrell für Dot Records, Monument Records und CHM Records einige Alben ein, auf denen hin und wieder auch Renos alter Gefährte Smiley spielte. Im Herbst 1976 trennte Reno sich von Harrell und ließ sich in Lynchburg, Virginia, nieder, wo er mit seinen Söhnen Ronnie, Don Wayne und Dale weiterhin Auftritte bestritt. 1979 tat er sich noch einmal mit Arthur Smith für das Album Arthur Smith and Don Reno Feudin' Again zusammen.
Don Reno starb 1984 an den Folgen einer Herz-Kreislauf-Erkrankung. Er wurde 1992 postum in die International Bluegrass Music Hall of Fame aufgenommen.
Zwei seiner Söhne, Don Wayne und Dale spielten über mehrere Jahre zusammen bei Hayseed Dixie.

## Banjostil
Reno spielte das 5-Saitige Resonator Banjo in der Bluegrass Musik.
Reno entwickelte den „Single String“ o.a. „Double Thumbing“ Stil (es werden die Saiten ähnlich wie beim Plektrum/Tenor Banjo gespielt, jedoch statt mit Plektrum, mit Daumen und Zeigefinger einzeln abwechselnd: Daumen-Zeige-Daumen-Zeige usw.) in Kombination mit der „Brushtechnik“. Die Brushtechnik ist auch ähnlich dem Plektrum/Tenor Banjospiel angelehnt, es werden hierbei aber mit dem Daumenpick nur zwei bzw. 3 Saiten im Akkord gespielt. Reno spielt die Akkorde dabei langsam, nicht so schnell wie im Jazz.
Verwendet werden zum Spielen ein Daumenpick und zwei Metallfingerpicks an Zeige- und Mittelfinger.

## Diskographie
- 1965: Mr. 5-String
- 1965: Gospel Songs from Cabin Creek (mit Benny Martin)
- 1966: A Song for Everyone
- 1967: Don Reno & Billy Harrell with the Tennessee Cutups (mit Bill Harrell)
- 1968: A Variety of Sacred Songs (mit Bill Harrell)
- 1968: Sensational Twin Banjos (mit Eddie Adcock)
- 1969: All The Way to Reno (mit Bill Harrell)
- 1969: Fastest Five Strings Alive
- 1969: I'm Using My Bible Like a Roadmap (mit Bill Harrell)
- 1969: Bluegrass Favorites
- 1970: Most Requested Songs (mit Bill Harrell)
- 1972: Bluegrass On My Mind (mit Bill Harrell)
- 1973: Tally-Ho
- 1973: Don Reno on Stage
- 1974: Rivers and Roads
- 1975: Bi-Centennial Bluegrass (mit Bill Harrell)
- 1975: Space of Life (mit Bill Harrell)
- 1975: Profile (mit Red Smiley, Bill Harrell)
- 1976: Dear Old Dixie (mit Bill Harrell)
- 1977: Home on the Mountain (mit Bill Harrell)
- 1977: Don Reno Story (mit Bill Harrell)
- 1978: Magnificent Bluegrass Band
- 1979: Feudin' Again (mit Arthur „Guitar Boogie“ Smith)
- 1980: 30th Anniversary Album
- 1983: The Original Dueling Banjos (mit Arthur „Guitar Boogie“ Smith)
- 1986: Final Chapter
- 1989: Family and Friends
- 1998: Bluegrass Legends Together (mit Charlie Moore)
- 1998: Heroes (mit Wayne Reno)
- 2000: The Golden Guitar of Don Reno
- 2001: Founding Father of the Bluegrass Banjo